# 池万元
池万元（韓語：지만원，1942年11月20日—）韓國工程師、教育家、政治人物、反共主義者、韓國陸軍退役上校。江原道橫城郡人。
池万元、趙甲濟等人是金大中、盧武鉉政權時韩国的反政府言論者。